# Podkhuldotxi
Podkhuldotxi (en rus: Подхулдочи) és un poble de la República de Buriàtia, a Rússia, segons el cens del 2010 tenia 9 habitants.